# Saint-Nicolas-de-la-Taille
Pour les articles homonymes, voir Saint-Nicolas.
Saint-Nicolas-de-la-Taille est une commune française située dans le département de la Seine-Maritime en région Normandie.

## Géographie
| Mélamare     | Saint-Antoine-la-Forêt     |                          |
| La Cerlangue | Saint-Nicolas-de-la-Taille | Saint-Jean-de-Folleville |
| Tancarville  |                            |                          |

### Localisation
La commune de Saint-Nicolas-de-la-Taille se situe au sud du pays de Caux, qui occupe lui-même la moitié ouest de la Seine-Maritime. Non loin de la sortie du dernier méandre de la Seine, le village se trouve à environ 30 km du Havre. 

Sa forme est, à peu près, celle d'un triangle étiré, pointant vers le sud. Ses communes limitrophes sont :
- Mélamare, au nord-ouest,
- Saint-Antoine-la-Forêt, au nord,
- Saint-Jean-de-Folleville, à l'est et au sud,
- Tancarville, au sud-ouest,
- La Cerlangue, à l'ouest.

### Relief et géologie
La majorité du territoire de la commune se situe sur le plateau du pays de Caux, à une centaine de mètres d'altitude. À l'instar du reste du plateau, ses sous-sols sont essentiellement composés de craie.

### Hameaux principaux

#### Les Forges
- Localisation : le hameau des Forges, qui se partage entre Saint-Nicolas-de-la-Taille et Saint-Antoine-la-Forêt, se situe à l'extrême nord-est de Saint-Nicolas-de-la-Taille. La zone appartenant au village est une mince languette situé entre Saint-Antoine-la-Forêt et le hameau du Bas Ruel de Saint-Jean-de-Folleville.
- Rues associées : D 81 - route de Lillebonne.

#### Le Nouveau Monde
- Localisation : ce hameau se partage lui aussi entre Saint-Nicolas-de-la-Taille et Saint-Antoine-la-Forêt. Il concerne la zone habitée située le long de la D 81 - route de Lillebonne, entre le Grand Trait à l'ouest et les Forges à l'est.
- Rues associées : D 81 - route de Lillebonne, D 81 - le Grand Trait, Grande Rue.

#### Le Grand Trait
- Localisation : ce hameau se situe à l'extrême nord de la commune, le long de la D 81 - route de Lillebonne, du côté ouest, entre le Nouveau Monde et la Chapelle Sainte-Honorine. Les Terres du Grand Trait s'étendent au sud du hameau, jusqu'au nord de Beaufils.
- Rues associées : D 81 - rue du Grand Trait.
- Origine du nom
Le terme Trait est issu d'un mot latin signifiant « passage ». Dans le cas de la ville du Trait, située en bord de Seine, le nom fait référence au passage du fleuve. Ici, à Saint-Nicolas-de-la-Taille, le passage auquel le nom fait référence est l'ancienne voie romaine reliant Juliobona (Lillebonne) et Caracotinum (Harfleur), dont l'actuelle D 81 a pris la place.
Si cette dénomination de Grand Trait peut paraître aujourd'hui exagérée, il faut savoir que cet axe romain a été régulièrement entretenu et remis en état au cours de son existence. Il a donc été un élément essentiel à la circulation, tant pendant le millier d'années qui a précédé la fondation de la paroisse de Saint-Nicolas-de-la-Taille que par la suite, en tant que seul axe majeur à proximité du village qui s'est développé autour de l'église.
Le hameau du Grand Trait doit donc son nom à cette grande voie romaine, qui a jusqu'aujourd'hui constitué un axe essentiel de circulation, et autour de laquelle il s'est développé.

#### La Chapelle Sainte-Honorine
- Localisation : ce hameau se situe à l'extrême nord-ouest de la commune. Il se partage entre Saint-Nicolas-de-la-Taille et Mélamare.
- Rues associées : D 81 - rue du Grand Trait.

#### La Haie Bance
- Localisation : ce nom de hameau désigne les quelques maisons situées au nord de Saint-Nicolas-de-la-Taille, le long de la Grande Rue, entre le Nouveau Monde au nord et le Vau Jean au sud. La Haie Bance s'étend également à l'est de la Grande Rue, jusqu'à Saint-Jean-de-Folleville.
- Rues associées : Grande Rue.

Il semblerait que le nom de la Haie Bance soit hérité d'un domaine, qui apparaît dès 1626 sous le nom de Haybence ou Hesbence. En 1757, on voit le hameau apparaît sous le nom de Hébance,.

#### Beaufils
- Localisation : ce hameau se situe au nord-ouest de la commune, au sud du Grand Trait et à l'ouest du Vau Jean.
- Rues associées : Route de Beaufils, Route de la Sente aux Loups.

#### Le Vau Jean
- Localisation : ce hameau se situe juste au nord du village de Saint-Nicolas-de-la-Taille, le long de la Grande Rue. À l'instar de la Haie Bance au nord, il s'étend à l'est de la Grande Rue jusqu'à Saint-Jean-de-Folleville. À l'ouest, il est limité par le hameau de Beaufils.
- Rues associées : Grande Rue, Ruelle de la Pie.

#### Le Bout de Ville
- Localisation : le hameau du Bout de Ville s'étend au sud du village de Saint-Nicolas-de-la-Taille.
- Rues associées : rue de la Pierre Gant, impasse du Vivier.

### Lieux-dits et hameaux secondaires

#### Les Râmes
- Localisation : le domaine des Râmes, abritant le château et la ferme du même nom, se situe au bord de la D 81 - route de Lillebonne, au nord de la commune, entre les hameaux des Forges à l'est et du Nouveau Monde à l'ouest.
- Rues associées : D 81 - route de Lillebonne.

#### La Péreuse
- Localisation : ce nom de lieu désigne l'espace agricole situé juste à l'ouest de la Grande Rue, entre le hameau de Beaufils à l'ouest, celui du Vau Jean à l'est et le village en lui-même au sud.
- Rues associées : espace situé au coin de la Grande Rue et de la route de Beaufils.
- Origine du nom :
Il peut être supposé que le nom de Péreuse possède la même origine que le mot français « perré », qui désigne un revêtement en pierre.
En effet, compte tenu de l'histoire de Saint-Nicolas-de-la-Taille, l'exploitation agricole de ce lieu peut être comptée parmi les plus récentes de la commune. Alors, du fait de cette utilisation récente ou d'une réelle particularité du sol à cet endroit, le travail agricole devait être rendu plus difficile par la présence nombreuse de pierres et de cailloux. Ceci aurait valu à ce lieu la dénomination de Péreuse, afin de souligner le côté ingrat de son exploitation.

#### La Sente aux Loups
- Localisation : à l'ouest du village, la Sente aux Loups se situe au sud de Beaufils.
- Rues associées : route de la Sente aux Loups.

#### La Voie Grout
- Localisation : à l'est du village, la Voie Grout est essentiellement constitué par la Ferme de la Voie Grout, à l'ouest de Saint-Jean-de-Folleville.
- Rues associées : La Voie Grout.

#### La Sente Foison
- Localisation : à l'ouest du village, au sud de la Sente aux Loups.
- Rues associées : Sente Foison, rue du Petit Val.

#### Le Cabriolet
- Localisation : à l'est du village, au sud de la Voie Grout et au nord-ouest du Pont-Navarre et de Bellevue.
- Rues associées : rue du Cabriolet.

#### Le Pont Navarre
- Localisation : au sud-ouest de la commune, à la limite de Saint-Jean-de-Folleville. Le Pont-Navarre se situe à l'extrémité de la rue du Pont-Navarre, après Bellevue.
- Rues associées : rue du Pont-Navarre.

#### Bellevue
- Localisation : au sud-ouest de la commune, à la limite de Saint-Jean-de-Folleville. Bellevue est essentiellement constituée des Fermes de Bellevue, situées le long de la rue du Pont-Navarre.
- Rues associées : rue du Pont-Navarre.

### Vallées, bois et côtes

#### Bois et forêts
- Bois de la Sente aux Loups
- Bois de la Hèse
- Bois Coiffé

#### Côtes et vallées
- Côte de l'Abbesse
- Val au Geai
- Petit Val
- Val Églantier, désignation retenue pour le site d'intérêt communautaire du réseau Natura 2000[3].
- Côte du Vivier
- Côte de Seine
- La Constantinière

### Hydrographie
La commune est située dans le bassin Seine-Normandie. Elle est drainée par la Brouisseresse et le Vivier,,.

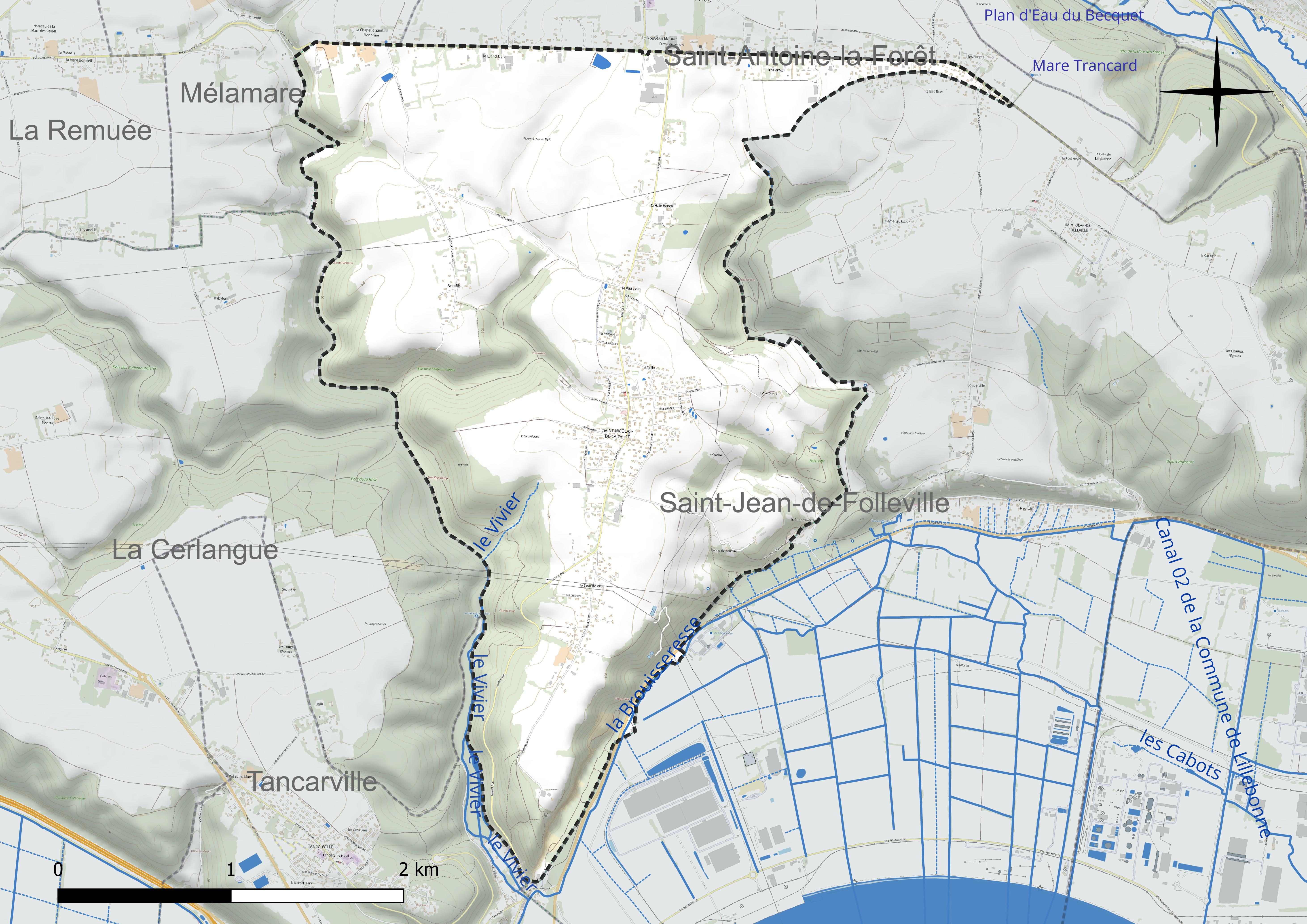
Réseau hydrographique de Saint-Nicolas-de-la-Taille.

### Climat
Pour des articles plus généraux, voir Climat de la Normandie et Climat de la Seine-Maritime.
En 2010, le climat de la commune est de type climat océanique franc, selon une étude du CNRS s'appuyant sur une série de données couvrant la période 1971-2000. En 2020, Météo-France publie une typologie des climats de la France métropolitaine dans laquelle la commune est exposée à un climat océanique et est dans la région climatique Côtes de la Manche orientale, caractérisée par un faible ensoleillement (1 550 h/an) ; forte humidité de l’air (plus de 20 h/jour avec humidité relative > 80 % en hiver), vents forts fréquents. Parallèlement le GIEC normand, un groupe régional d’experts sur le climat, différencie quant à lui, dans une étude de 2020, trois grands types de climats pour la région Normandie, nuancés à une échelle plus fine par les facteurs géographiques locaux. La commune est, selon ce zonage, exposée à un « climat maritime », correspondant au Pays de Caux, frais, humide et pluvieux, légèrement plus frais que dans le Cotentin.
Pour la période 1971-2000, la température annuelle moyenne est de 10,6 °C, avec une amplitude thermique annuelle de 12,8 °C. Le cumul annuel moyen de précipitations est de 882 mm, avec 12,8 jours de précipitations en janvier et 8,2 jours en juillet. Pour la période 1991-2020, la température moyenne annuelle observée sur la station météorologique la plus proche, située sur la commune de Petiville à 10 km à vol d'oiseau, est de 12,0 °C et le cumul annuel moyen de précipitations est de 844,9 mm,. Pour l'avenir, les paramètres climatiques de la commune estimés pour 2050 selon différents scénarios d'émission de gaz à effet de serre sont consultables sur un site dédié publié par Météo-France en novembre 2022.

### Milieux naturels et biodiversité
La commune fait partie du parc naturel régional des Boucles de la Seine normande.

## Urbanisme

### Typologie
Au 1er janvier 2024, Saint-Nicolas-de-la-Taille est catégorisée bourg rural, selon la nouvelle grille communale de densité à sept niveaux définie par l'Insee en 2022.
Elle appartient à l'unité urbaine de Saint-Nicolas-de-la-Taille, une agglomération intra-départementale regroupant deux  communes, dont elle est ville-centre,,. Par ailleurs la commune fait partie de l'aire d'attraction du Havre, dont elle est une commune de la couronne,. Cette aire, qui regroupe 116 communes, est catégorisée dans les aires de 200 000 à moins de 700 000 habitants,.

### Occupation des sols
L'occupation des sols de la commune, telle qu'elle ressort de la base de données européenne d’occupation biophysique des sols Corine Land Cover (CLC), est marquée par l'importance des territoires agricoles (57,5 % en 2018), en diminution par rapport à 1990 (61,6 %). La répartition détaillée en 2018 est la suivante : 
terres arables (46,6 %), forêts (31,6 %), zones urbanisées (10,8 %), prairies (10,7 %), zones agricoles hétérogènes (0,3 %). L'évolution de l’occupation des sols de la commune et de ses infrastructures peut être observée sur les différentes représentations cartographiques du territoire : la carte de Cassini (XVIIIe siècle), la carte d'état-major (1820-1866) et les cartes ou photos aériennes de l'IGN pour la période actuelle (1950 à aujourd'hui).

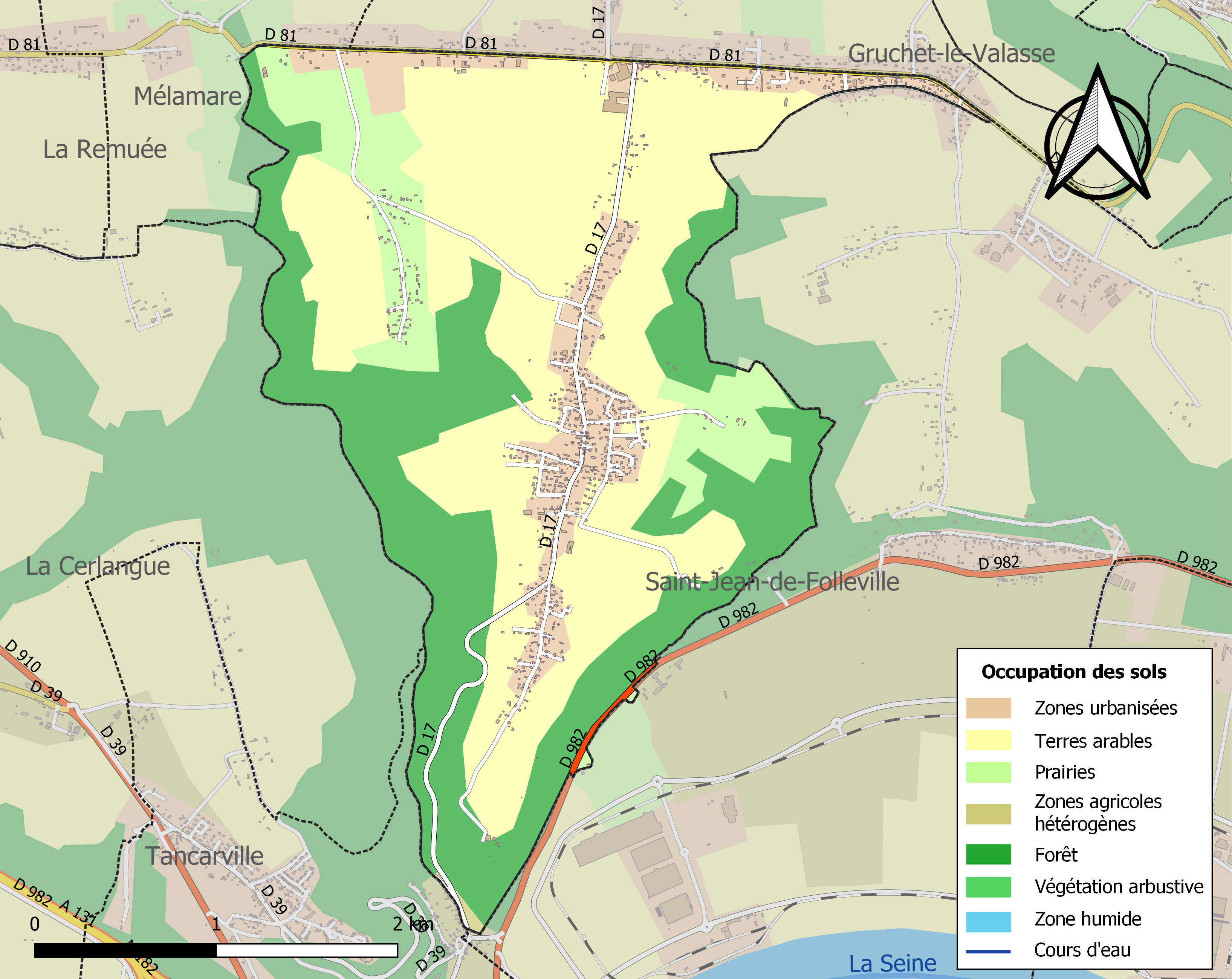
Carte des infrastructures et de l'occupation des sols de la commune en 2018 (CLC).

## Toponymie
Le nom de la localité est attesté sous les formes Sanctus Nicholaus vers 1240, Sanctus Nicholaus de Tallia entre 1248 et 1275, In parrochia Sancti Nicholai de la Taille en 1291, Sanctus Nicolaus de Tallia avec les variantes Taillia et Tylia en 1337, Saint Nicolas de la Taille en 1319, 1398, 1403 et 1422,.
Le complément, La Taille, pourrait être employé dans le sens de « coupe de bois ».

## Histoire

### Préhistoire
Les premières traces d'habitation sur le territoire de Saint-Nicolas-de-la-Taille datent du néolithique.

### Antiquité
À l'époque gallo-romaine, un camp, dit du Catelier, s'étend sur près de 1,5 ha, au promontoire de Bondeville, à l'extrémité sud du village actuel. Cet oppidum possède deux protections naturelles : la Seine au sud, et le vallon du vivier de Tancarville à l'ouest. Au nord et à l'est, des fossés, qui peuvent encore se deviner aujourd'hui, complètent cette protection. 

Sa position est particulièrement intéressante pour le peuple gaulois des Calètes, qui s'en servent comme d'un poste d'observation afin de contrôler la Seine. La Pierre Gante, détruite au début du XXe siècle, leur aurait notamment servi de phare.

### Moyen Âge
Au XIIe siècle, les moines de l'abbaye du Valasse, alors récente, participent à de nombreux défrichements au sein de la forêt de Lillebonne, le long de l'ancienne voie romaine liant Juliobona (l'actuelle Lillebonne) à Caracotinum (l'actuel Harfleur). Le village doit son origine à l'un de ces défrichements, d'où il tire son nom Taille. La première mention de la paroisse date du XIIIe siècle, sous le nom de Sanctus Nicolaus de Tallia. 

Au début du XIIIe siècle, le site de Saint-Nicolas-de-la-Taille appartient au comte de Boulogne Renaud de Dammartin. Mais celui-ci, allié à l'empereur Othon IV, est vaincu en 1214, dans la guerre qui oppose ce dernier au roi de France Philippe Auguste à Bouvines. Le roi Philippe confisque les terres de Renaud de Dammartin et les donne à son fils Philippe Hurepel. 

La cheminement exact de la propriété de la paroisse de Saint-Nicolas-de-la-Taille est mal connu. Cependant, à la suite de diverses successions, elle revient à la Maison d'Harcourt via le comté de Lillebonne.

### Époque moderne
De 1754 à 1759, l'église de Saint-Nicolas-de-la-Taille est reconstruite, à la suite de la décision du curé de la paroisse, Pierre Halbout.
Une lettre de ce même curé, datée du 18 janvier 1773, a été conservée dans le cadre d'une enquête sur la pauvreté menée au sein du diocèse de Rouen. Le contenu de ce témoignage intéressant est donné ci-dessous.

### Époque contemporaine
Le 14 décembre 1789, l'assemblée constituante instituée à la suite de la Révolution française vote la loi mettant en place la municipalité, dans le cadre de sa réforme administrative. La paroisse de Saint-Nicolas-de-la-Taille disparaît alors et laisse la place à la commune du même nom. La loi du 22 décembre 1789 définit le canton et Saint-Nicolas-de-la-Taille devient chef-lieu de canton en février 1790.

Cependant, pour rompre définitivement avec la féodalité et tout ce qui pourrait en être issu, l'assemblée constituante demande aux communes, via la décision du 20-23 juin 1790, de modifier leurs noms. Ainsi, en septembre 1793, le nom officiel de Saint-Nicolas-de-la-Taille devient Pierre-Gante-sur-Seine ; pourtant, nombre de documents de cette époque, conservés dans les archives de la commune, la désignent toujours sous son nom usuel.

| Nom de la commune sous la Convention | Nom usuel de la commune    | Nom actuel de la commune    |
| ------------------------------------ | -------------------------- | --------------------------- |
| Pierre-Gante-sur-Seine               | Saint-Nicolas-de-la-Taille | Saint-Nicolas-de-la-Taille  |
| L'Union                              | Mélamare                   | Mélamare                    |
| Notre-Dame-des-Fontaines             | Radicatel                  | Saint-Jean-de-Folleville    |
| Saint-Barnabé                        | Saint-Antoine-la-Forêt     | Saint-Antoine-la-Forêt      |
| La Forêt-Libre                       | Saint-Eustache-la-Forêt    | Saint-Eustache-la-Forêt     |
| L'Indivisible-des-Bois               | Saint-Jean-des-Essarts     | Tancarville et La Cerlangue |
| Beaumont-sur-Seine                   | Saint-Jean-de-Folleville   | Saint-Jean-de-Folleville    |
| L'Unité                              | Tancarville                | Tancarville                 |
| Les Manoirs du Valasse               | Valasse                    | Gruchet-le-Valasse          |

À la suite du vote par la Convention nationale, de la loi du 18 septembre 1794, sur la séparation de l'Église et de l'État, les communes dont le nom évoque le culte catholique sont de nouveau priés de modifier celui-ci. Ainsi, au sein du canton de Saint-Nicolas-de-la-Taille, ou plutôt Pierre-Gante-sur-Seine, deux modifications de dénominations ont de nouveau lieu :
- Notre-Dame-des-Fontaines, anciennement Radicatel, devient Roche-Fontaine, et
- Saint-Barnabé, anciennement Saint-Antoine-la-Forêt, devient Laumone.

Le nom de La Forêt-Libre, pour Saint-Eustache-la-Forêt, est également quelquefois inscrit selon une orthographe quelque peu différente : Forais-Libre.

Officiellement, une ordonnance royale de Louis XVIII du 8 juillet 1814 demande aux communes de reprendre leur nom antérieur à 1790. Cependant, comme il a été vu plus haut, Saint-Nicolas-de-la-Taille, comme beaucoup d'autres communes de l'époque, n'a jamais tout à fait perdu son nom.

## Politique et administration
| Période                                  | Période                    | Identité                   | Étiquette | Qualité                                                                                      |
| ---------------------------------------- | -------------------------- | -------------------------- | --------- | -------------------------------------------------------------------------------------------- |
| Les données manquantes sont à compléter. |                            |                            |           |                                                                                              |
| 1790                                     | 1792                       | Adrien Letellier           |           |                                                                                              |
| 1792                                     | 1794                       | Jean-Baptiste Louis Thomas |           | Garde des bois nationaux                                                                     |
| 1794                                     | 1795                       | Michel Leroux              |           |                                                                                              |
| 1795                                     | 1800                       | Thomas Leleu               |           |                                                                                              |
| 1800                                     | 1830                       | Jean-Baptiste Louis Thomas |           |                                                                                              |
| 1830                                     | 1851                       | Abraham Postel             |           |                                                                                              |
| 1851                                     | 1854                       | Pierre-Isaac Lebas         |           |                                                                                              |
| 1854                                     | 1860                       | Jean Joutel                |           |                                                                                              |
| 1860                                     | 1876                       | Frédéric La Houssaye       |           |                                                                                              |
| 1876                                     | 1892                       | Prosper Malandain          |           |                                                                                              |
| 1892                                     | 1896                       | Victor Lecaron             |           |                                                                                              |
| 1896                                     | 1911                       | Jules Malandain            |           |                                                                                              |
| 1911                                     | 1920                       | Jules Bazin                |           |                                                                                              |
| 1920                                     | 1924                       | Auguste Herouard           |           | Boulanger                                                                                    |
| 1924                                     | 1925                       | Jules Bazin                |           |                                                                                              |
| 1925                                     | 1929                       | Joseph Davoust             |           |                                                                                              |
| 1929                                     | 1939                       | Emile Léonard              |           |                                                                                              |
| 1939                                     | 1942                       | Joseph Canivet             |           |                                                                                              |
| 1942                                     | 1945                       | Jules Doudement            |           |                                                                                              |
| 1945                                     | 1952                       | Joseph Davoust             |           |                                                                                              |
| 1952                                     | 1953                       | Albert Ledain              |           |                                                                                              |
| 1953                                     | 1977                       | Gérard Durel               |           |                                                                                              |
| 1977                                     | 1983                       | Roger Perrus               |           |                                                                                              |
| 1983                                     | 2008                       | Jean-Claude Quintric       | UDF       | Ingénieur                                                                                    |
| 2008                                     | En cours (au 10 août 2020) | Michel Cavelier            |           | Directeur des ressources humaines dans une entreprise privée Réélu pour le mandat 2020-2026, |

## Démographie
L'évolution du nombre d'habitants est connue à travers les recensements de la population effectués dans la commune depuis 1793. Pour les communes de moins de 10 000 habitants, une enquête de recensement portant sur toute la population est réalisée tous les cinq ans, les populations de référence des années intermédiaires étant quant à elles estimées par interpolation ou extrapolation. Pour la commune, le premier recensement exhaustif entrant dans le cadre du nouveau dispositif a été réalisé en 2007.

En 2022, la commune comptait 1 634 habitants, en évolution de +6,73 % par rapport à 2016 (Seine-Maritime : +0,35 %, France hors Mayotte : +2,11 %).
| 1793 | 1800 | 1806 | 1821 | 1831 | 1836 | 1841 | 1846 | 1851 |
| ---- | ---- | ---- | ---- | ---- | ---- | ---- | ---- | ---- |
| 835  | 840  | 879  | 924  | 913  | 945  | 938  | 940  | 894  |

| 1856 | 1861 | 1866 | 1872 | 1876 | 1881 | 1886 | 1891 | 1896 |
| ---- | ---- | ---- | ---- | ---- | ---- | ---- | ---- | ---- |
| 862  | 897  | 900  | 833  | 801  | 797  | 882  | 918  | 794  |

| 1901 | 1906 | 1911 | 1921 | 1926 | 1931 | 1936 | 1946 | 1954 |
| ---- | ---- | ---- | ---- | ---- | ---- | ---- | ---- | ---- |
| 823  | 722  | 706  | 603  | 606  | 576  | 601  | 640  | 644  |

| 1962 | 1968 | 1975 | 1982 | 1990  | 1999  | 2006  | 2007  | 2012  |
| ---- | ---- | ---- | ---- | ----- | ----- | ----- | ----- | ----- |
| 608  | 614  | 760  | 919  | 1 029 | 1 035 | 1 282 | 1 317 | 1 414 |

| 2017  | 2022  | - | - | - | - | - | - | - |
| ----- | ----- | - | - | - | - | - | - | - |
| 1 572 | 1 634 | - | - | - | - | - | - | - |

## Entreprises de la commune
Une quarantaine d'entreprises est implantée à Saint-Nicolas-de-la-Taille.

## Culture locale et patrimoine

### Lieux et monuments

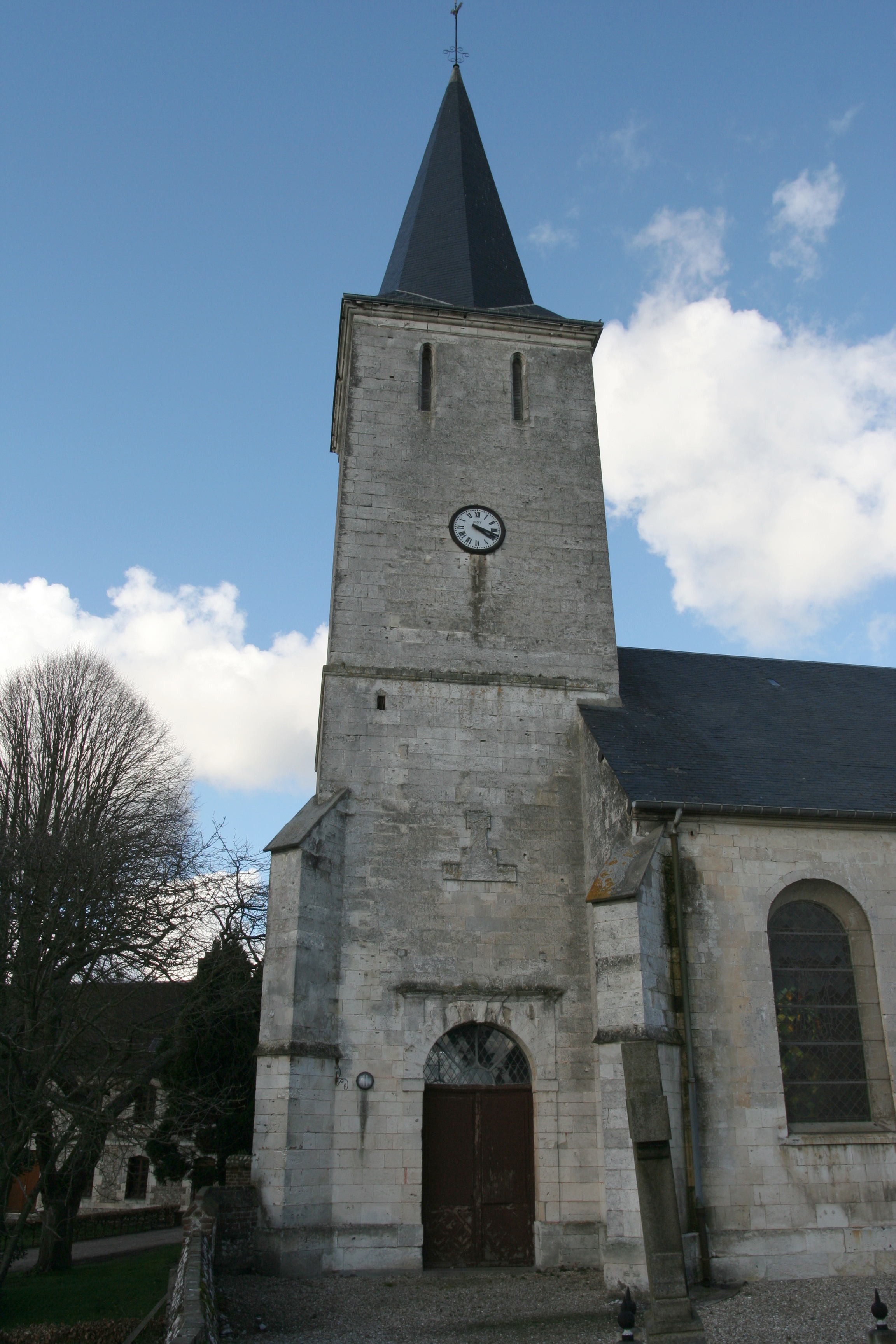
L'église Saint-Nicolas.
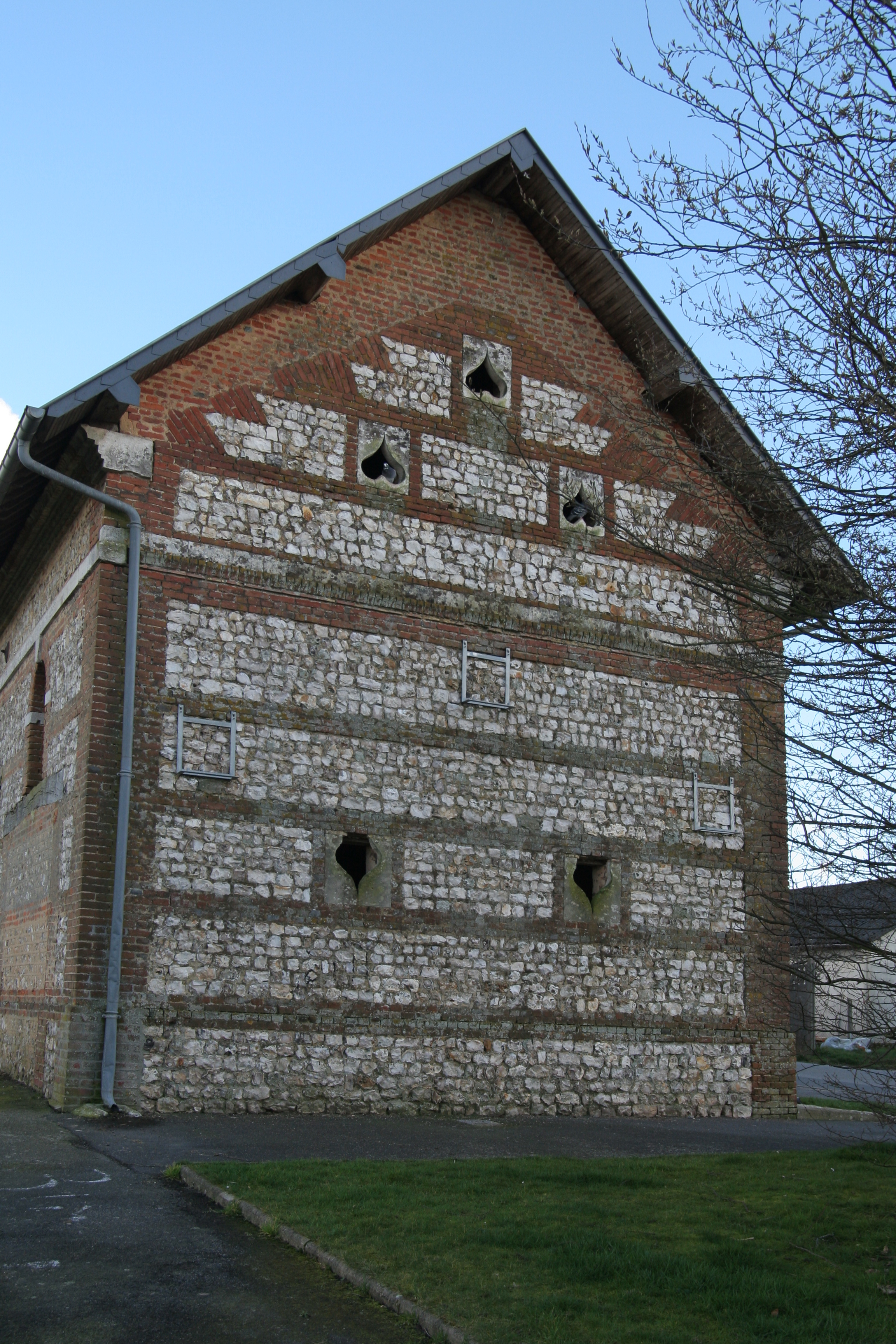
Pigeonnier dans le bourg.

### Activités historiques

#### Carrière de la Pierre Gante
Les premières traces de l'exploitation de la carrière de la Pierre Gante remontent au XVIIIe siècle. De 1754 à 1759 notamment, ses pierres sont utilisées pour la reconstruction de la nef de l'église de Saint-Nicolas-de-la-Taille.

La Pierre Gante a disparu le 17 juin 1904, à 16h, dans le cadre de cette exploitation. Près de huit mois de travaux, coordonnés par des ingénieurs des Ponts et Chaussées et des Mines, ont été nécessaires pour préparer cet évènement et dégager ainsi environ 200 000 m3 de blocs. Cette destruction a contribué aux grandes quantités de roches fournies par la carrière à cette époque pour l'endiguement de l'estuaire de la Seine.

### Ferme des Rhâmes
- Localisation : Domaine des Rhâmes, à partir de la D 81 - route de Lillebonne

La Ferme des Rhâmes, ainsi que ses dépendances, sont inscrites monument historique.

Au cours de la Révolution française, le château des Râmes, souvent désigné alors, dans les archives communales, sous le nom de château de l'émigré Bailleul, devient bien national et est placé sous la protection de la toute jeune commune de Saint-Nicolas-de-la-Taille. En octobre 1792, le fer y est récupéré et est porté à Saint-Romain-de-Colbosc, pour en faire des piques. En décembre 1793, le château est utilisé comme caserne des citoyens de la première réquisition et de nombreux dégâts y sont ensuite constatés (porte arrachée, bris de vitres, lambris brûlés, ...). En 1794, pour les besoins de la guerre, l'argenterie et les cuivres sont confisqués.

### Église
- Localisation : dans le bourg, à l'intersection de la Grande Rue et de la rue du Val-au-Geai

L'église initiale est construite au XIIIe siècle, lors de la fondation de la paroisse de Saint-Nicolas-de-la-Taille, ou plutôt Sanctus Nicolaus de Tallia selon le nom sous laquelle elle est désignée à l'époque. Le bâtiment est dédié à saint Nicolas, évêque au IIIe siècle de Myre, ancienne ville d'Asie Mineure dont le site actuel est occupé par la ville de Demre, en Turquie. Saint Nicolas est notamment à l'origine du personnage du Père Noël mais il est, en Normandie, le patron des mariniers et le protecteur de la navigation fluviale, invoqué également par les filles à marier. 

Il ne reste rien aujourd'hui de l'église initiale : l'actuel bras sud du transept date du XVIe siècle, le bras nord du XVIIe siècle, à la suite d'un remaniement, et le lambris de couvrement du chœur, une réalisation du charpentier Nicolas Gouel, de 1744. En 1754, le curé de la paroisse Pierre Halbout décide de la démolition puis reconstruction du chœur et de la nef, afin d'obtenir une construction plus à la mesure de la paroisse, comme en témoigne une inscription visible sur un des vitraux. En effet, l'état du bâtiment à cette date fait craindre la ruine à tout moment. Les travaux durent alors six ans, de 1754 à 1759, et coûtent 15 000 livres, somme apportée par les habitants. Les pierres blanches utilisées lors de la reconstruction proviennent de la carrière de la Pierre Gante. Le 2 juillet 1761, l'église, alors achevée, est consacrée.
Les informations relatives à la reconstruction de l'église sont issues de son acte de consécration, consigné au sein du registre de paroisse. La copie de ce document est donnée ci-dessous.

#### À voir: à l'extérieur
- Côté sud, à droite de l'entrée : de part et d'autre de la croix, un texte commémorant la fondation de l'église est encore visible : J ay été posée par monsieur de Lafosse
- Sud de la nef : des bateaux à voile, à trois mâts, sont représentés sur le mur. Deux d'entre eux présentent ce qui ressemble fort à un filet de poissons.

#### À voir: à l'intérieur
- Chœur :

Le retable, inscrit à l'inventaire départemental des antiquités, date de 1666. Cette œuvre en bois et marbre est due à Guillaume Duval, un artiste de Caudebec-en-Caux.

Les six vitraux datent de 1912 et 1913. Ils ont été réalisés par G. Marcin (ou M. Garcin, l'orthographe n'a pu être vérifiée) et L. Thibault, de Rouen.
- Transept nord :

Un des vitraux, second des deux éléments de l'église inscrits à l'inventaire départemental des antiquités, témoigne de la construction. Une inscription en témoigne.
- Nef :

Les six vitraux de la nef ont été inaugurés en 1957. Réalisés par le décorateur G. Ansart et le maître verrier P. Pasquier, ils représentent Adam et Eve, l'Annonciation, la Nativité, le baptême du Christ, l'Eucharistie et la Résurrection.

#### Les cloches
Le clocher contient trois cloches : Jeanne-Marie, Catherine et Victoire.
- Jeanne-Marie

Jeanne-Marie est la plus grosse des trois cloches, lui conférant une tonalité grave. Ceci lui vaut d'être également dénommée bourdon. Sa bénédiction date du lundi 5 juin 1922, date à laquelle elle remplace officiellement Anne-Henriette, cloche de 1822 fêlée à l'Armistice. Elle a été bénie par le vicaire Delestre et nommée par Maurice Forthomme et Marie Lasnel, résidant au domaine des Râmes. Ces informations sont issues de l'inscription gravée sur son bronze, reproduite ci-dessous.

- Catherine

Catherine a été bénie par l'abbé Virrion, curé de Saint-Nicolas-de-la-Taille, et nommée par M. Frêrot, un propriétaire du village, et Dame Reine Catherine Le Blé, épouse de M. Thierry, un négociant.
- Victoire

Victoire, la plus petite des trois cloches, a été bénie par M. Maurice, curé de Saint-Antoine-la-Forêt, et nommée par l'abbé Virrion, curé de Saint-Nicolas-de-la-Taille, et Dame Françoise Victoire Brocques, épouse de Denis Parmantier, un propriétaire de Saint-Nicolas-de-la-Taille.

### Presbytère
- Localisation : rue du Val au Geai, juste derrière l'église

Le presbytère a été construit à la même époque que l'église. Sa cour est aménagée de façon à pouvoir accueillir les pique-niques.

### Mairie-École
- Localisation : Grande Rue

La décision de la construction de cette école pour garçons est approuvée dès mai 1886. Près de 5 ans plus tard, le 4 mars 1891, le terrain est acquis par la commune, pour la somme de 8 000 francs, puis le 20 septembre 1891, le conseil municipal approuve les plans dressés par l'architecte lillebonnais M. Denize.

La construction de la mairie-école coûtera à la commune 28 625 francs, et s'achèvera en octobre 1894.

### Le calvaire de la mairie
- Localisation : Grande Rue, à proximité de la mairie

Ce grand calvaire est un don de Charles Forthomme, bienfaiteur de la paroisse de Saint-Nicolas-de-la-Taille et châtelain du domaine des Râmes, en souvenir d'une mission. Initialement érigé en 1859, il est réédifié en 1892.

### Grandes demeures
- Localisation : 2701, Grande Rue

Aujourd'hui gîte rural, ce petit manoir date du XVe siècle, ce qui en ferait, du moins pour la partie centrale, la plus vieille demeure de Saint-Nicolas-de-la-Taille. On peut notamment y voir, entre les deux portes centrales, une statue de saint Nicolas. 

Saint-Nicolas-de-la-Taille possède trois autres grandes demeures : la Houssaye, les Marronniers et les Sapins.

### Ferme du Boulet de Canon
- Localisation : 782, rue Pierre-Gant

La particularité de cette ferme est de posséder, au milieu de sa façade, l'impact d'un boulet de canon de la guerre franco-prussienne de 1870.

## Contes et légendes

### La chaise de Gargantua
Les légendes ayant trait à Gargantua sont nombreuses en Normandie, et nombre de lieux portent la marque de son passage. Saint-Nicolas-de-la-Taille ne fait pas exception. 

La Pierre Gante, roche relativement plate sur le dessus, constituait ainsi une sorte de chaise surplombant la Seine, qui ne s'était alors pas encore retirée et se trouvait près de 80 mètres en contrebas. Selon la légende, le géant Gargantua se servait régulièrement de cette Pierre comme d'une chaise afin de se nettoyer les pieds dans la Seine.

## Pour approfondir